# Liber di Tre Scricciur
El Liber di Tre Scricciur (1274) és una obra de Bonvesin de la Riva (1240-c.1313). Es considera un poema didàctic de 2108 versos alexandrins amb rima assonant en koinè llombarda.

## Estructura
Es considera un dels principals textos medievals dedicats a la representació del més enllà cristià abans de la Comèdia de Dante, amb el qual comparteix la subdivisió en tres càntics: el De scriptura nigra, que narra "les dotze penes infernals"; el De scriptura rugia, on "estableix el purgatori i la tortura del Salvador", i el De scriptura aurea, on mostra els dotze plaers del cel".

## Contingut
El llibre s presenta com un itinerari al·legòric, de forma didàctica, mostrant les conseqüències del pecat. L’infern no es descriu i es representa en si mateix. Es focalitza l'atenció sobre les penes infligides als pecadors. L'autor impulsa l'home del seu temps a la temença i al rebuig als vicis, reconduint-lo a educar-lo en les virtuts.
El tema del purgatori es va considerar en el segle xiii en el Concili de Lió I on es revisa amb detall la Passió de Crist entre el Cel i l'Infern. Tot i que la primera i la tercera part del poema de Bonvesin indiquen una clara oposició al dolor i al plaer, la part central, que es planteja com un moment de transició de la beatitud, presenta, a través del model de Crist i Maria, un tipus de dolor productiu i ple de significat.
L'autor mostra la desesperació en estar lluny de Déu per la manca de fe. Aquest sentiment comporta una angoixa aniquiladora i un càstig que permetrà superar-ho amb els turments físics que es produiran.
Bonvesin va ser membre de l'orde dels Humillats i va dedicar la seva vida a ajudar els pobres, per això en el càntic de Scriptura Nigra apel·la repetidament als que pequen per no atendre els pobres, tot descrivint les terribles penes a què s'enfrontaran.